# Club Deportivo Español de Buenos Aires
O Club Deportivo Español cujo nome oficial é Club Social, Deportivo y Cultural Español de la República Argentina – Asociación Civil é uma instituição esportiva da Argentina, que disputa atualmente a C Metropolitana, que é a quarta divisão do futebol argentino.
Foi fundado em 12 de outubro de 1956 por descendentes de imigrantes espanhóis em Buenos Aires. Com o passar do tempo, o clube acabou sendo um dos times de grande importância no futebol argentino, se mantendo por 15 anos na Primeira Divisão.

## História
O clube foi fundado por imigrantes espanhóis em 1956, e sua primeira sede foi um subsolo de um bar que se chamava "La Mesquita" e apenas um ano depois de sua fundação o clube já contava com 2.000 sócios.
No mesmo ano, o time se afiliou a AFA, e começou disputar a Primera D e em 1960 conseguiu seu acesso à Primera B.
Em 11 de fevereiro de 1981 se inaugurou o Estádio Nueva España e em 1984 conseguiu o titulo da segunda divisão com 16 pontos de diferença para o segundo colocado, que era o Racing Club, com o titulo, o clube conseguiu o acesso para a Primeira Divisão.
Entre 1985 e 1994 foram os seus anos de glória, onde conseguiram duas participações para a Copa Conmebol e três participações nas ligas pré-libertadores no campeonato local.
Porém, em 1998, os problemas financeiros levaram o time à falência, chegando a ficar fechado durante 3 meses, também foi rebaixado para a Segunda divisão do ano seguinte e logo depois foi rebaixado para Terceira divisão no ano de 2000.
Mas, em 2003, os sócios do time criaram a nova instituição de Club Social, Deportivo y Cultural Español de la República Argentina, o qual mantiveram o escudo e o estádio da antiga instituição.
Em 2007 o time conseguiu as suas instalações esportivas de volta e em 2014 conseguiu voltar a Terceira Divisão Local.